# Ukraiinka, Ostroh
Ukraiinka (în ucraineană Українка) este localitatea de reședință a comunei Ukraiinka din raionul Ostroh, regiunea Rivne, Ucraina.

## Demografie
Componența lingvistică a localității Ukraiinka
     Ucraineană (98,24%)
     Rusă (1,08%)
     Alte limbi (0,27%)
Conform recensământului din 2001, majoritatea populației localității Ukraiinka era vorbitoare de ucraineană (98,24%), existând în minoritate și vorbitori de rusă (1,08%).